# Yealmpton
Yealmpton – wieś i civil parish w Anglii, w Devon, w dystrykcie South Hams. W 2011 civil parish liczyła 2049 mieszkańców. Yealmpton jest wspomniana w Domesday Book (1086) jako Elintone/Elintona.